# 1995 في بلجيكا
فيما يلي قوائم الأحداث التي وقعت خلال عام 1995 في بلجيكا.

## سياسة

### تعيين في المنصب
- 21 مايو – هيرمان فان رومبوي عضو مجلس النواب من بلجيكا.

### انتهاء فترة المنصب
- 21 مايو – هيرمان فان رومبوي عضو مجلس الشيوخ البلجيكي.

## رياضة
- 1 يناير – طواف فلاندرز 1995
- 27 أغسطس – جائزة بلجيكا الكبرى 1995 الفائز مايكل شوماخر.

## أفلام
من الأفلام التي صدرت هذه السنة في بلجيكا:
- 1 يناير – كسوف كلي من إخراج آقنييسكا هولاند.

## مواليد

### يناير
- 28 يونيو – جيسون ديناير لاعب كرة قدم بلجيكي.

### فبراير
- 5 فبراير – عدنان يانوزاي لاعب كرة قدم بلجيكي.

### أبريل
- 11 أبريل – يومي لامبرت عارضة بلجيكية.
- 18 أبريل – ديفوك أوريغي لاعب كرة قدم بلجيكي.

### يونيو
- 28 يونيو – جيسون ديناير لاعب كرة قدم بلجيكي.

### نوفمبر
- 17 نوفمبر – اليسي ميرتنز لاعبة كرة مضرب بلجيكية.